# Slings
Gli Slings sono un gruppo musicale trap italiano, formatosi a Brescia nel 2018 e composto da Prince the Goat e Ibra the Boy. Iniziano a riscuotere interesse a partire dal 2019, proponendosi come collegamento tra l'Italia e gli Stati Uniti data la vicinanza con il rap d'oltreoceano pur mantenendo uno stile personale e credibile

## Storia
Gli Slings nascono come progetto fra Prince The Goat e Ibra The Boy, originari di Brescia. I due, amici d'infanzia, hanno affrontato numerose sfide economiche e personali, trovando forza nella loro collaborazione. La loro musica riflette esperienze di vita reali, e puntano a trasmettere messaggi positivi ai loro ascoltatori. Il gruppo si è formato nel 2018 e ha attirato l'attenzione del grande pubblico con i singoli Lasciatemi, Bambino e Stupido (Freestyle). Il successo arriva nel 2019 con il brano Ci sta, seguito da Beef, prodotto da Chosen1, che diventa popolare. Nel 2020 rilasciano il singolo Dog e collaborano con VillaBanks per Beauty. Noti per il loro stile versatile, che spazia da brani introspettivi a pezzi più leggeri e ballabili, gli Slings hanno ottenuto il disco d'oro con Onlyfans. Hanno collaborato con artisti come Bello Figo e Mambolosco, cementando la loro presenza nella scena rap italiana.

## Formazione
- Prince the Goat – voce
- Ibra the Boy – Voce

## Discografia

### Album in studio
- 2022 – Wave Deluxe
- 2023 – Traphouse

### Singoli
Come artista principale
- 2018 – Stupido (freestyle)
- 2019 – Ci sta
- 2019 – Beef
- 2020 – Dog
- 2020 – Beauty
- 2021 – Onlyfans (feat. MamboLosco)
- 2021 – Don't Cry
- 2022 – Thick (feat. MamboLosco)
- 2022 – Screenshot
- 2023 – Stylist (feat. Guè)
- 2023 – My Lova (feat. VillaBanks)
- 2023 – ABC (feat. Bello Figo)
- 2023 – NiHao-Red Bull Posse (con Diss Gacha ed Ele A)
- 2024 – Outside (freestyle)
- 2025 – Don't Stop It (feat. Shiva e Guè)

Come artista ospite
- 2022 – Fufu (Vale Lambo feat. Slings)
- 2022 – Parigi RMX (Alfa feat. Slings)
- 2024 – Milkshake (Pyrex feat. Slings)
- 2024 – Carioca (VillaBanks feat. Slings e Random)
- 2024 – Wow (Vale Pain feat. Slings)